# 14871 Pyramus
14871 Pyramus (1990 TH7) là một tiểu hành tinh nằm phía ngoài của vành đai chính được phát hiện ngày 13 tháng 10 năm 1990 bởi Lutz D. Schmadel và Freimut Börngen ở Tautenburg. It is one of very few asteroids located in the 2: 1 mean motion resonance with Sao Mộc.